# Introducció a la relativitat general

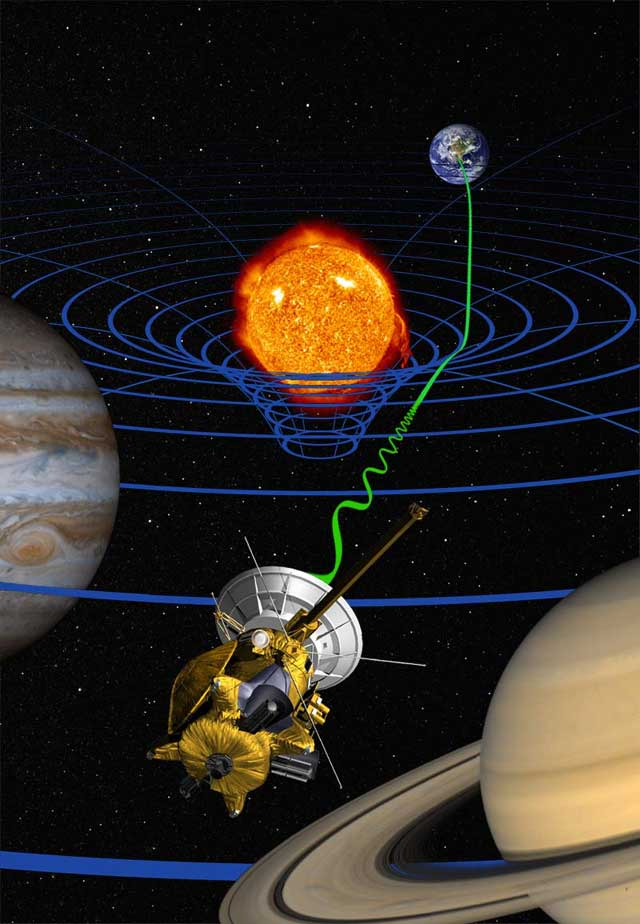
Dibuix artístic sobre una prova realitzada amb alta precisió per la sonda Cassini en enviar senyals a la Terra i en descriure la trajectòria predita

La relativitat general (RG) és una teoria de la gravitació que desenvolupà Albert Einstein entre 1907 i 1915. D'acord amb la relativitat general, l'atracció gravitatòria observada entre masses es deu a una curvatura de l'espaitemps i, per tant, un reflex de la seua geometria, i no de forces a distància com en la teoria de Newton de la gravitació universal.

## Introducció
Abans de la teoria de la relativitat, la llei de gravitació universal de Newton del 1686 s'havia acceptat durant més de dos-cents anys com una descripció vàlida de la força de la gravetat. En aquest model, la gravetat es considerava el resultat d'una força d'atracció inherent entre dues masses, que actuava a distància instantàniament. Tot i que fins el mateix Newton era conscient de la naturalesa desconeguda d'aquesta força, l'esquema resultant fou extremament precís en la descripció del moviment, amb èxits tals com la predicció de l'existència de Neptú a partir de les variacions en l'òrbita d'Urà.
El 1905, Albert Einstein havia formulat la teoria de la relativitat especial en què no són possibles les accions a distància instantànies, ja que qualsevol influència física hauria de propagar-se a una velocitat igual o inferior a la velocitat de la llum. La teoria newtoniana no satisfeia pas aquest requisit, per la qual cosa Einstein cercà una teoria de la relativitat més general que pogués donar compte de la gravitació sense contradir la teoria especial de la relativitat.
La relativitat general substituí la teoria de la gravitació universal de Newton, i particularitzà molts efectes que no podien ser explicats, com les anomalies en l'òrbita de Mercuri i d'altres planetes; també feia nombroses prediccions —ja confirmades— sobre els efectes de la gravetat, com ara la curvatura de la llum i la disminució del temps. A més, la relativitat general prediu un nou fenomen conegut com a ones gravitacionals. Malgrat que la relativitat general no és l'única teoria relativista de la gravitació, és la més simple i consistent amb les dades experimentals. Un gran nombre de preguntes, però, s'hi mantenen obertes: la principal n'és com la relativitat general pot reconciliar-se amb les lleis de la mecànica quàntica per produir una teoria consistent única de la gravetat quàntica.
La teoria ha arribat a ser una eina essencial de l'astrofísica moderna. Proveeix els fonaments del nostre actual coneixement sobre els forats negres, que són regions de l'espai on l'atracció gravitatòria és tan forta que ni tan sols la llum se'n pot escapar. Es pensa que la seua immensa gravetat és la responsable de la intensa radiació emesa per certs tipus d'objectes astronòmics (com ara galàxies actives o microquàsars).
La curvatura de la llum a causa de la gravitació pot portar a un curiós fenomen: al cel es poden observar múltiples imatges d'un mateix objecte astronòmic visible. Aquest efecte és conegut com a lent gravitatòria i el seu estudi és part important de l'astronomia. Algunes evidències indirectes de les ones gravitatòries han estat comprovades per diversos equips de científics, com ara els projectes LIGO i GEO 600. La relativitat general és també la base del model estàndard del big-bang de la cosmologia.

## De la relativitat especial a la general
El 1905 Einstein publicà la seua teoria de la relativitat especial, que conciliava les lleis de Newton amb l'electromagnetisme (la interacció entre partícules amb càrrega elèctrica). La relativitat espacial establí un nou model de treball per a la física, en introduir conceptes radicalment nous sobre l'espai i el temps. El problema és que algunes de les teories acceptades fins a aquell moment resultaren inconsistents amb aquest nou model (un exemple clau n'és la llei de la gravetat de Newton, que descriu l'atracció mútua que experimenten els cossos per la seua massa). L'intent de superar aquestes limitacions portà Einstein a elaborar la teoria de la relativitat més general.
Molts físics, fins i tot el mateix Einstein, intentaren trobar una teoria que conciliàs la llei de la gravetat de Newton amb la relativitat especial. Després d'alguns intents preliminars Einstein publicà el 1915 la seua teoria general de la relativitat. Per entendre les idees bàsiques d'aquesta teoria és molt instructiu seguir els raonaments d'Einstein entre els anys 1907 i 1915, des de l'experiment mental d'un observador en caiguda lliure fins a la seua teoria completament geomètrica de la gravetat.

### Gravetat i acceleració
Així com pot aconseguir-se que la majoria dels efectes de la gravetat desapareguen fent observacions en caiguda lliure, també se'n poden produir observant els objectes en un marc de referència accelerat. Per exemple, un observador tancat en una habitació no pot saber quin d'aquestes dues afirmacions és la correcta:

Una pilota cau al sòl en un coet accelerant (esquerra) i a la Terra (dreta)

- Els objectes cauen al sòl perquè l'habitació és a la Terra i, per tant, estan sent atrets per l'acció de la gravetat.
- Els objectes cauen al sòl perquè l'habitació és dins d'un coet espacial que viatja amb una acceleració de 9,81 m/s². Els objectes cauen al sòl per la mateixa força inercial que empeny el conductor d'un automòbil accelerant cap al seient del seu vehicle.

Al revés, qualsevol efecte observat en un marc de referència accelerat hauria d'observar-se en un camp gravitatori amb la força corresponent. Aquest principi permeté a Einstein predir diversos efectes nous de la gravetat el 1907, com s'explica en aquesta secció:
Un observador en un marc de referència accelerat ha d'introduir forces fictícies per explicar l'acceleració experimentada per si mateix i els objectes del seu voltant. Per exemple, la força que empeny un conductor d'un auto accelerant cap al seu seient, com ja s'ha esmentat. La clau del raonament d'Einstein fou que l'embranzida constant del camp gravitatori de la Terra és fonamentalment la mateixa que aquestes forces inercials. Com que aquestes són sempre proporcionals a la massa de l'objecte sobre el qual actuen, un objecte en un camp gravitatori hauria de sentir una força gravitatòria proporcional a la seua massa, tal com ho expressa la llei de la gravetat de Newton.

### Conseqüències físiques
El 1907 Einstein encara estava a vuit anys de completar la seua teoria de la relativitat general. Basant-se en el punt inicial per al desenvolupament de la seua nova teoria, el principi d'equivalència, fou capaç de fer algunes prediccions originals, que es podien sotmetre a experiments.

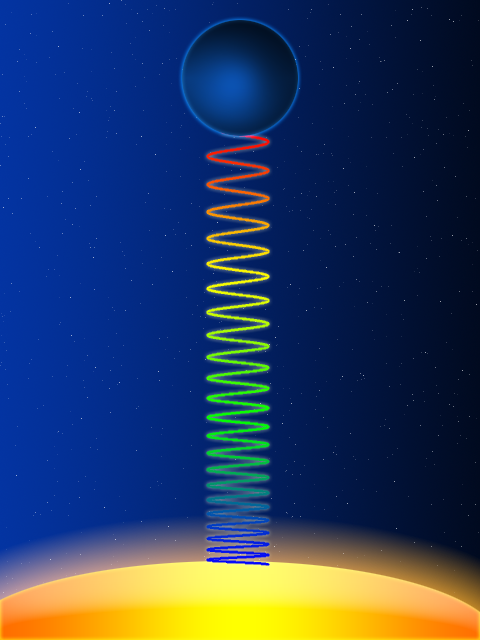
Desplaçament cap al roig d'una ona de llum en moure's en contra d'un camp gravitatori (generat per l'estel groc que n'és a sota)

El primer efecte nou n'és el desplaçament cap al roig de la llum a causa de la gravetat. Considerem dos observadors a bord d'una nau espacial amb moviment accelerat. A la nau, hi ha un concepte natural de "dalt" i "baix": la direcció cap a on accelera la nau és "dalt", i els objectes que no hi són fixats s'acceleren en direcció oposada, caient cap a "baix". Assumim ara que un observador és "més amunt" que l'altre. Si l'observador que és a sota envia un feix de llum a l'observador que és amunt, l'acceleració fa que aquest feix patisca un desplaçament cap al roig, tal com es pot calcular mitjançant la relativitat especial. L'observador que és damunt mesurarà en el feix de llum una freqüència menor de la que mesura l'observador que és a sota. Recíprocament, la llum enviada per l'observador de dalt cap al de baix sofrirà un desplaçament cap al blau, és a dir, el de baix mesurarà freqüències més altes que el de dalt. Einstein deduí que aquests desplaçaments de freqüència també havien d'observar-se en camps gravitatoris, com s'il·lustra en el dibuix de l'esquerra. Una ona de llum va patint gradualment un desplaçament cap al roig mentre es mou en contra de l'acceleració de la gravetat. Aquest efecte s'ha confirmat experimentalment, tal com es descriu més avall.
Aquest desplaçament de la freqüència a causa de la gravetat es correspon amb la dilatació del temps a causa de la gravetat. Com que l'observador que és més amunt mesura la mateixa ona de llum però amb una freqüència més baixa que la que mesura l'observador de més avall, el temps ha d'estar passant més ràpid per a l'observador de més amunt. És a dir, el temps corre més lent per als observadors que estan més avall en un camp gravitatori.
És important accentuar que, per a tots dos observadors, el flux del temps no pateix canvis per als esdeveniments que tinguen lloc almenys en el marc de referència de cada observador. Uns ous cuits en cinc minuts segons cada rellotge tindran la mateixa consistència per a tots dos observadors. Si passa un any en cada rellotge, cada observador envelleix aquest temps. En resum, cada rellotge és en perfecta concordança amb els successos que ocorren en el seu veïnatge immediat. És només quan es comparen els rellotges de tots dos observadors que es pot notar que el temps corre més lent per a l'observador de més avall que per al de més amunt. Aquest efecte és minúscul, però també ha estat comprovat per nombrosos experiments, com es pot veure més endavant.

### Efecte de marea
L'equivalència entre els efectes gravitatoris i inercials no constitueix una teoria completa de la gravetat. En particular, no pot respondre a aquesta pregunta senzilla: què evita que la gent a l'altre costat del món no caiga? Podem explicar la gravetat prop de la nostra ubicació en la superfície de la Terra com una força fictícia -perquè hem triat un marc de referència que no és pas en caiguda lliure. Un marc de referència en caiguda lliure del nostre costat de la Terra no pot explicar per què les persones al costat oposat experimenten una força gravitatòria en direcció oposada.

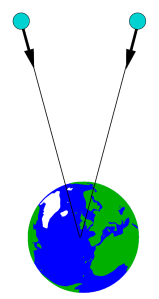
Dos cossos caient cap al centre de la Terra s'acceleren l'un a l'altre a mesura que cauen

Una manifestació més bàsica n'involucra dos cossos caient un al costat de l'altre, cap a la Terra. En un marc de referència que és en caiguda lliure al costat d'aquests cossos, semblen rondar lliurement, sense pes -però no és totalment així: si es mira més de prop, aquests cossos no estan caient pas en la mateixa direcció, sinó cap al mateix punt de l'espai: el centre de gravetat de la Terra. A causa d'això, hi ha un component del moviment de cada cos cap a l'altre. En un petit entorn, com un ascensor en caiguda lliure, aquesta acceleració relativa és minúscula, mentre que per a paracaigudistes en costats oposats de la Terra, l'efecte n'és gran. Tals diferències en força també són responsables de les marees dels oceans de la Terra, per la qual cosa el terme "efecte de marea" s'utilitza per a aquest fenomen.
L'equivalència entre la inèrcia i la gravetat no pot explicar els efectes de marea -no expliquen les variacions en els camps gravitatoris. Per això, cal una teoria que descriga la manera en què la matèria (com la gran massa de la Terra) afecta l'entorn inercial del nostre voltant.

### De l'acceleració a la geometria
En explorar l'equivalència de la gravetat i l'acceleració, així com el paper de les forces de marea, Einstein descobrí diverses analogies interessants amb la geometria de superfícies. N'és un exemple la transició d'un marc de referència inercial (en què les partícules llisquen lliurement en trajectòries rectes a velocitat constant) a un marc de referència rotacional (en què s'han d'introduir termes extra corresponents a les forces inercials per tal d'explicar el moviment de les partícules): aquesta transició és anàloga a la transició d'un sistema de coordenades cartesianes (en què els eixos de coordenades són línies rectes) a un sistema de coordenades curvilineals (en què els eixos de coordenades no són necessàriament línies rectes).
Una analogia més profunda relaciona les forces de marea amb una propietat de les superfícies anomenada curvatura. Per als camps gravitatoris, l'absència o presència de forces de marea determina si la influència de la gravetat pot ser eliminada o no per l'elecció d'un marc de referència en caiguda lliure. De la mateixa manera, l'absència o presència de curvatura sobre una superfície determina si és equivalent o no a un pla. En l'estiu del 1912, i inspirat per aquestes analogies, Einstein començà a buscar una formulació geomètrica de la gravetat.
Els objectes elementals de la geometria -punts, corbes, triangles- tradicionalment es defineixen en un espai tridimensional o en una superfície de dues dimensions. El 1907 el matemàtic Hermann Minkowski introduí una formulació geomètrica de la teoria especial de la relativitat d'Einstein que hi inclou no sols l'espai sinó també el temps. L'entitat bàsica d'aquesta nova geometria és l'espaitemps de quatre dimensions. Les òrbites dels cossos en moviment són línies a l'espaitemps; les òrbites dels cossos movent-se a velocitat constant sense canviar de direcció són línies rectes.
Per a superfícies, la generalització de la geometria d'un pla -una superfície plana- a la geometria d'una superfície corba general ja havia estat descrita al començament del segle xix per Carl Friedrich Gauss. Aquesta descripció al seu torn s'havia generalitzat a espais de més dimensions usant el formalisme matemàtic introduït per Bernhard Riemann en la dècada de 1850. Amb l'ajuda de la geometria riemanniana, Einstein formulà una descripció geomètrica de la gravetat en què l'espaitemps de Minkowski és reemplaçat per un espaitemps corb i distorsionat, igual que les superfícies corbes són la generalització de les superfícies planes ordinàries.
Després d'haver demostrat la validesa d'aquesta analogia geomètrica, Einstein tardà tres anys més a trobar la pedra angular de la seua teoria: les equacions que descriuen com la matèria afecta la curvatura de l'espaitemps. Havent formulat les ara conegudes com a equacions de camp d'Einstein (o, més precisament, les seues equacions de camp de la gravetat), a la fi del 1915 presentà la seua teoria en una sèrie de conferències a l'Acadèmia de Ciències de Prússia.

## Geometria i gravitació
En paraules de l'investigador John Wheeler, la teoria d'Einstein respecte a la gravetat geomètrica pot resumir-se així:
| « | L'espaitemps li diu a la matèria com s'ha de moure; la matèria li diu a l'espaitemps, com ha de corbar-se. | » |

La comprensió del que això significa requereix tres coses: en primer lloc, la noció que les partícules són tan petites que el seu efecte sobre el camp gravitatori en què es mouen és insignificant; segon, la naturalesa de la matèria com a font de gravetat; en tercer lloc, l'equació d'Einstein, que mostra com aquesta qüestió font està relacionada amb la curvatura de l'espai.

### Provant el camp gravitatori

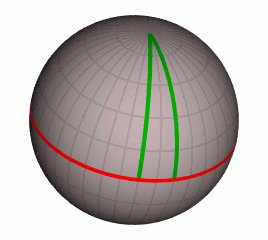
Geodèsiques convergents: dues línies de longitud (verd) comencen en paral·lel a l'equador (roig), però convergeixen per reunir-se al pol

Amb la finalitat d'entendre la influència gravitatòria d'un cos, és útil emprar el que els físics anomenen sonda o partícules de prova: partícules influenciades per la gravetat, però tan petites i lleugeres que podem desestimar-ne l'efecte gravitatori. En absència de gravetat i altres forces externes, una partícula de prova es mou al llarg d'una línia recta a una velocitat constant. En el llenguatge de l'espaitemps, això és equivalent a dir que aquesta partícula de prova es mou al llarg d'una línia d'univers recta a l'espai. En presència de gravetat, l'espai és no euclidià o corb, de forma semblant en dues dimensions a la superfície d'una esfera. En aquest espai, les línies rectes d'univers poden no existir; en lloc d'això, les partícules de prova es mouen al llarg de línies anomenades geodèsiques, que són "al més rectes possible". El terme geodèsica prové de la geodèsia, la ciència de mesurar la grandària i la forma de la Terra. En el sentit originari, una geodèsica és el camí més curt entre dos punts en la superfície de la Terra, és a dir, un segment d'un gran cercle, com una recta de longitud o l'equador. Aquests camins no són pas rectes, ja que han de seguir la curvatura de la superfície de la Terra, però són al més rectes possible, subjectes a aquesta limitació. Les propietats de les geodèsiques difereixen de les de les línies rectes. Per exemple, en un pla, les línies rectes que comencen en direccions paral·leles es mantindran a una distància constant l'una de l'altra. Aquest no és el cas de les geodèsiques en la superfície de la Terra: per exemple, les línies de longitud són paral·leles a l'equador, però s'encreuen al pol. Les línies d'univers de les partícules de prova en caiguda lliure són geodèsiques de l'espaitemps -són al més rectes possibles a l'espaitemps. Hi ha importants diferències, però, entre aquestes i les veritables línies rectes que es poden traçar a l'espaitemps lliure de gravetat. En la relativitat especial, les paral·leles geodèsiques segueixen sent paral·leles, mentre que, en un camp gravitatori amb efectes de marea, no té per què ser el cas. Per exemple, si dos cossos, inicialment en repòs un respecte a l'altre, cauen en el camp gravitatori de la Terra, es traslladaran l'un cap a l'altre mentre cauen cap al centre de la Terra.
En passar de les partícules de prova als objectes reals, les lleis del moviment es tornen una mica més complicades, però segueix sent cert que l'espai li diu a la matèria com moure's. En comparació amb els planetes i altres cossos astronòmics, els objectes de la vida quotidiana (persones, cotxes, cases, fins i tot les muntanyes) tenen relativament poca massa. Quan tractem amb aquests objectes, les lleis que regeixen el comportament de les partícules de prova són suficients per a descriure el que succeeix. En concret, per tal de desviar una partícula de prova de la seua trajectòria geodèsica, s'ha d'aplicar una força externa. Una persona asseguda en una cadira està seguint una geodèsica (caiguda lliure cap al centre de la Terra), però la cadira li aplica una força externa cap amunt que evita que la persona caiga.
Així, la relativitat general explica l'experiència quotidiana de la gravetat sobre la superfície de la Terra no com tirar cap avall d'una força gravitatòria, sinó com l'impuls cap amunt de les forces externes que desvien els cossos que reposen en la superfície terrestre de les geodèsiques que seguirien en situació lliure.

### Equacions d'Einstein

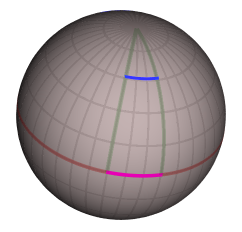
Distàncies corresponents a 30 graus de diferència de longitud, en diferents latituds, sobre la superfície de la Terra

## Proves experimentals

Discrepàncies entre prediccions: l'òrbita newtoniana (en roig) enfront de l'òrbita relativista (en blau) d'un sol planeta al voltant d'un estel esfèric

### Ones gravitatòries

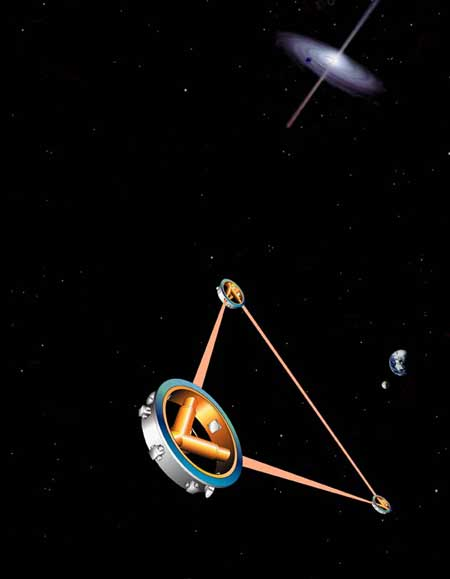
Recreació artística del detector d'ones gravitatòries a l'espai LISA

### Lents gravitatòries

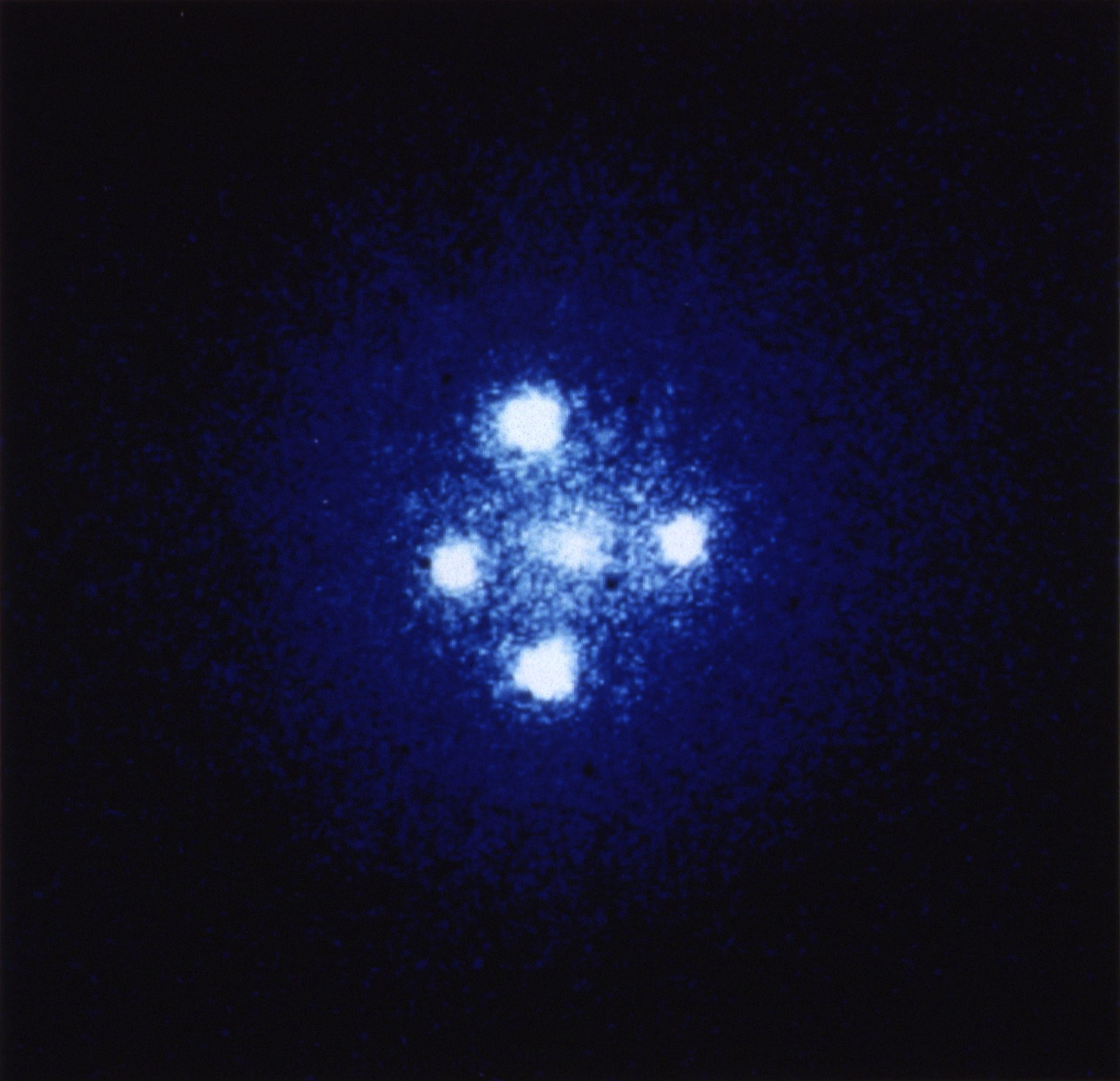
Quatre imatges del mateix objecte astronòmic, produïdes per una lent gravitatòria

### Forats negres

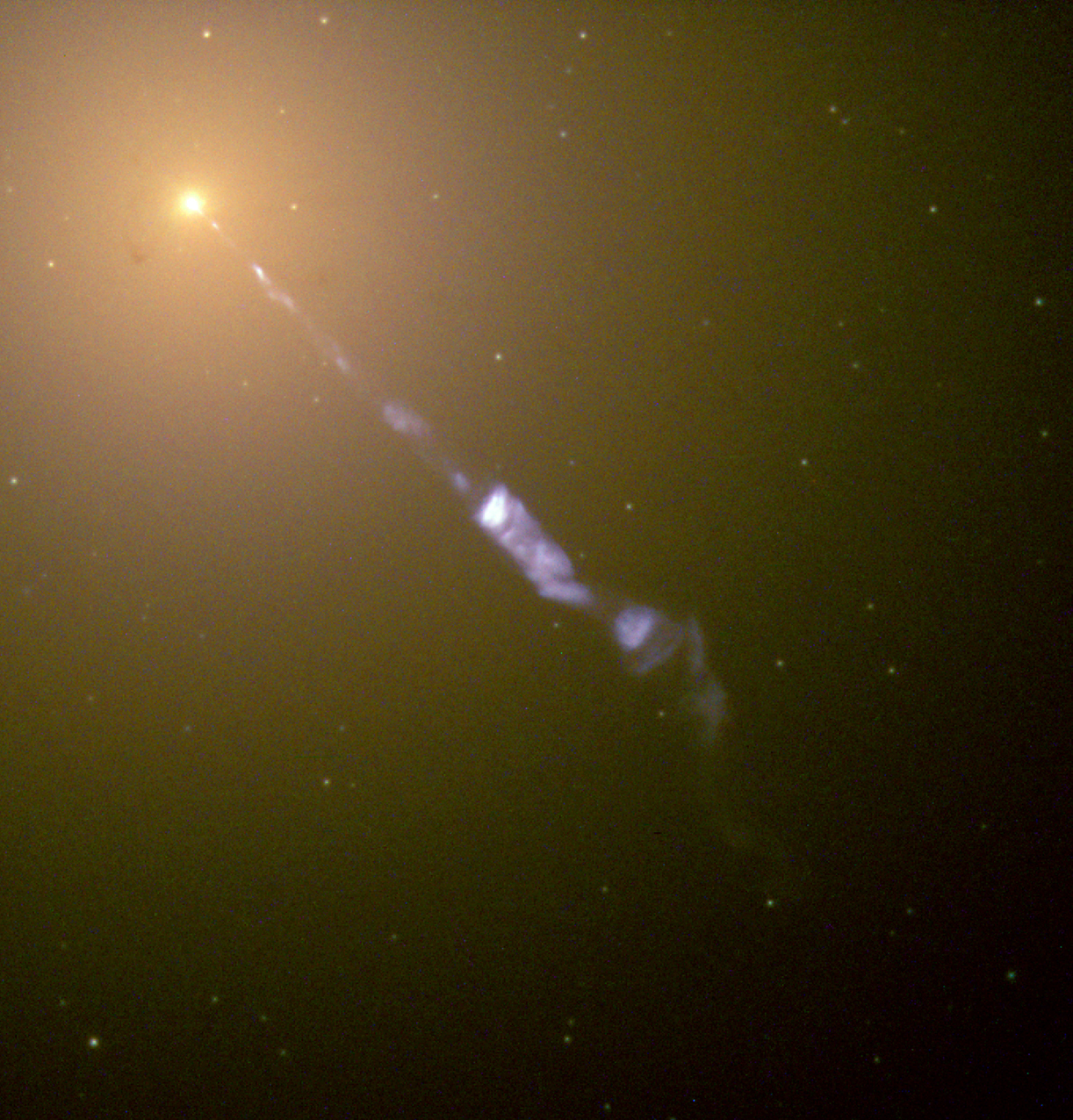
Potent forat negre procedent de la regió central de la galàxia Verge A